# The Big Bad Blues
The Big Bad Blues (англ. напр. «Отменный крутой блюз») — второй сольный альбом Билли Гиббонса, лидера американской рок-группы ZZ Top, вышедший в 2018 году на лейбле Concord Records. В 2019 году на 40-й церемонии Blues Music Awards был отмечен как «блюз-роковый альбом года», добрался до 73 места в Billboard 200.

## Об альбоме
После выпуска Perfectamundo президент Concord Records Джон Барк предложил Билли Гиббонсу записать блюзоориентированный альбом. Запись проходила спонтанно, в течение трёх дней, на студии Foam Box Recordings в Хьюстоне. Гиббонс забронировал время в студии, чтобы поработать там с постоянными звукооператорами Джо Харди и Гэри Муном, которые уже в течение двух десятков лет не только осуществляли запись ZZ Top, но и исполняли различные партии на музыкальных инструментах и даже выступали авторами песен. Они собирались для начала поиграть старые блюзы Мадди Уотерса и Бо Диддли, которые давно не переиздавались. В первый день на студию зашёл известный сессионный барабанщик Грег Морроу и попросился поиграть с ними. Через три дня Грег Морроу уехал на гастроли, а Харди спросил Гиббонса, не хочет ли тот послушать, что получилось. Гиббонс вспоминал: «Это меня удивило, запись не планировалась, но всё было записано. И запись оказалась такой естественной, простой, свободной и необработанной».
В альбоме содержатся как авторские песни, так и каверы известных блюзовых музыкантов.
Отзывы об альбоме были положительными. «Это шикарный, шершавый, сексуальный и грубый блюз-рок с чувством собственного достоинства». «Невозможно спутать воплощение Гиббонса на Big Bad Blues: грязный буги-блюз, грубый, неряшливый, а временами просто неприглядный». «В альбоме, выкроенном из той же ткани, что и работы ZZ Top начала 1970-х, Гиббонс, как архетип ковбоя, играет пустынный блюз… Ничего удивительного в том, что его сольные работы навевают воспоминания о его прошлом: „Mo’ Slower Blues“ с его грязным звуком и вязкой гитарой уютно устроился бы на Rio Grande, а „My Baby She Rocks“ могла бы переместиться в Tres Hombres без предварительных уведомлений».

The Big Bad Blues — это бескомпромиссная блюз-роковая работа. Могучая ритм-секция. Узнаваемый хриплый вокал. Большой, шероховатый и суровый звук, важной составляющей которого звука является плотное взаимодействие гитар и губной гармоники. Эстрадных или поп-роковых аранжировок и интонаций в альбоме нет и в помине. И это еще один плюс нового альбома.— Guitar.ru

## Список композиций
| №                   | Название                                         | Автор(ы)            | Длительность |
| ------------------- | ------------------------------------------------ | ------------------- | ------------ |
| 1.                  | «Missin’ Yo’ Kissin’» (Скучаю по твоим поцелуям) | Джилли Стилуотер    | 3:19         |
| 2.                  | «My Baby She Rocks» (Моя детка, она крутая)      | Билли Гиббонс       | 3:49         |
| 3.                  | «Second Line» (Во вторую очередь)                | Билли Гиббонс       | 3:40         |
| 4.                  | «Standing Around Crying» (Стоять тут, плача)     | Мадди Уотерс        | 4:24         |
| 5.                  | «Let the Left Hand Know» (Дай левой руке знать)  | Билли Гиббонс       | 4:34         |
| 6.                  | «Bring It to Jerome» (Отнеси это Джерому)        | Джером Грин         | 3:49         |
| 7.                  | «That’s What She Said» (Вот что она сказала)     | Билли Гиббонс       | 3:13         |
| 8.                  | «Mo’ Slower Blues» (Блюз помедленнее)            | Билли Гиббонс       | 3:57         |
| 9.                  | «Hollywood 151» (Голливуд 151)                   | Билли Гиббонс       | 3:21         |
| 10.                 | «Rollin’ and Tumblin’» (Крутился и вертелся)     | Мадди Уотерс        | 2:56         |
| 11.                 | «Crackin’ Up» (Рехнулась)                        | Бо Диддли           | 2:42         |
| Общая длительность: | Общая длительность:                              | Общая длительность: | 39:48        |

### О песнях
1. «Missin’ Yo’ Kissin’»: песня авторства жены Билли Гиббонса Джилли Стилуотер. «Из вступления „Missin’ Yo’ Kissin’“ характерный гитарный звук Гиббонса сразу узнаваем, точно так же, как с того момента, когда он рычит „Hey, hey, hey“, мы узнаём, кто поёт… возвращение к жанру, в котором он вырос и сформировал»[10]. «Драйвовая, с тяжёлыми барабанами песня повествует о разлуках с любимыми, которые приходится выносить любому гастролирующему артисту»[11].
2. «My Baby She Rocks»: «медленно катящийся „на спущенной шине“ техасский шаффл. Губная гармоника усилена в миксе и соревнуется лицом к лицу с гитарой Гиббонса»[10]. «Лаконичная песня демонстрирует звёздные соло Хармана и кучу гитарных партий, которые доказывают сомневающимся, что Гиббонс блюзмен в своём сердце»[11].
3. «Second Line»: по словам Джо Харди, исполнившего в альбоме партию бас-гитары, «„Second Line“ в духе The Faces, которые постоянно так делали, это местами свинг, местами нет, это что-то между, не шаффл, но и не строгие четыре четверти, это типичный нью-орлеанский звук»[12]. С этим соглашается обозреватель Rock&Bluese Muse: «свободный, свинговый, уличный ритм Нового Орлеана, который в основном достигается за счет взаимодействия между барабанами и клавишными», а у гитарного соло «есть великолепный привкус кантри/рока Чака Берри»[10].
4. «Standing Around Crying»: блюзовый стандарт авторства Мадди Уотерса, исполненный близко к оригиналу. «Он тягучий и шероховатый. Гиббонс поёт печально и хрипло. Каждую ноту на гитаре он играет с болью»[10]. «Гиббонс уловил дух легендарного блюзмена Мадди Уотерса в его собственном прочтении „Standing Around Crying“, дополнив его ошеломляюще тягучим битом, который томится и жалуется сам по себе»[8].
5. «Let the Left Hand Know»: «расслабленный блюзовый шаффл, который даёт возможность лениво поиграть на тягучей гармошке и слайд-гитаре»[10]. Джо Харди убеждён, что слова песни Гиббонс написал минут за десять[12].
6. «Bring It to Jerome»: кавер-версия песни Джерома Грина. «Песня в исполнении Бо Диддли, пионера рок-н-ролла, служит отличным примером его вклада в блюз. Повторяющийся ритм быстро превращается в гипнотический, который будет повторяться и повторяться»[10]. Один из обозревателей полагает, что обработка Гиббонса «медленнее и веселее, чем какофонический рокерский оригинал»[11].
7. «That’s What She Said»: сходная по настроению с «Let the Left Hand Know» песня, необязывающий шаффл.
8. «Mo’ Slower Blues»: текст песни «вызывает в воображении образы грязных дел и плохих решений, а гитара Гиббонса звучит ядовито, как гремучая змея»[10]. «Блюз построен вокруг дребезжания фортепиано от Фланигина»[13].
9. «Hollywood 151»: Джо Харди сказал, что «…я сначала не понял название. Потому что его [Гиббонса] логика отличается от логики нормального человека. Во-первых, он любит слово Голливуд. Он его любит. Потому что он фанат 50-х. А 151 — это марка рома Bacardi, и он подумал, что вместе они будут звучать круто»[12]. «Динамичный шаффл с нотками звука от Eliminator, заразительный танцевальный ритм»[10]. «Славный, весёлый 12-тактовый шаффл»[14].
10. «Rollin’ and Tumblin’»: кавер песни Мадди Уотерса, «Прямо эталон блюз-рока. Харди играет громоподобную басовую партию под аккомпанемент шлёпающих и грохочущих барабанов. Гиббонс дымно чадит риффами и слайдом. Если есть подходящее сравнение с ZZ Top в этом альбоме, то это та песня»[10].
11. «Crackin’ Up»: кавер-версия песни Бо Диддли. «Поднимающая настроение песня в духе лейбла Calypso служит мостиком между предыдущим релизом в афро-кубинском стиле и этой коллекцией блюза. Её аутентичный, той эры звук достигнут использованием старой гитары Gretsch Duo-Jet»[10].

### Чарты
| Чарт (2018)                      | Позиция |
| -------------------------------- | ------- |
| Австрия (Ö3 Austria)             | 19      |
| Бельгия/Фландрия (Ultratop)      | 43      |
| Бельгия/Валлония (Ultratop)      | 19      |
| Чехия (ČNS IFPI)                 | 63      |
| Нидерланды (Album Top 100)       | 109     |
| Германия (Offizielle Top 100)    | 8       |
| Швейцария (Schweizer Hitparade)  | 4       |
| Великобритания (UK Albums Chart) | 19      |
| США (Billboard 200)              | 73      |

## Участники записи
- Билли Гиббонс — вокал, гитара, гармоника
- Джо Харди — бас-гитара
- Элвуд Франсис — гитара, гармоника
- Джеймс Харман — гармоника
- Майк Фланигин — клавишные
- Грег Морроу — ударные
- Мэтт Сорум — перкуссия[24]